# Marina Bay

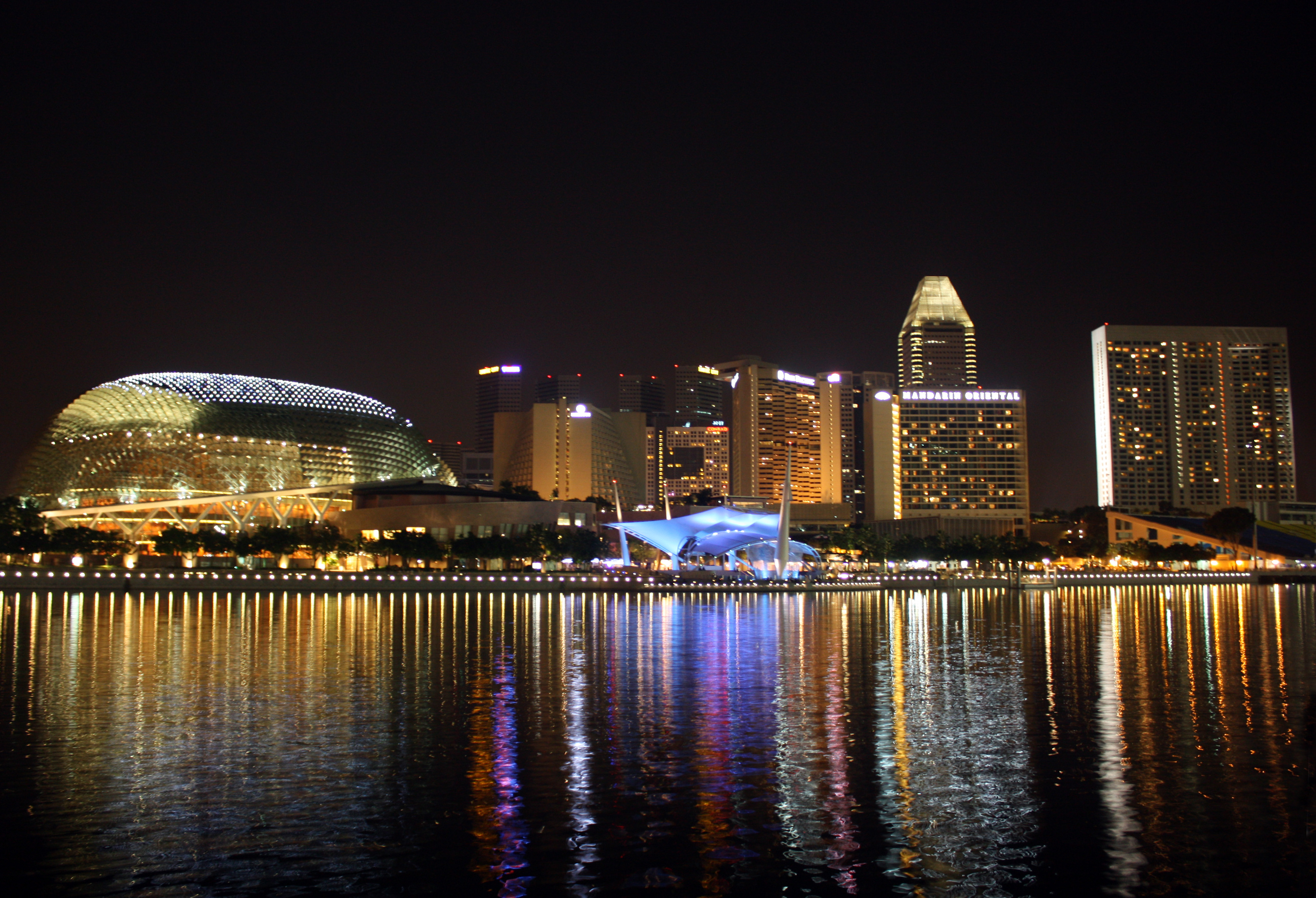
Marina Bay di notte.

Marina Bay è la baia antistante la foce del fiume Singapore e rappresenta il cuore storico di Singapore. Si trova alla foce del fiume che un tempo fiancheggiava il molo dove approdavano le giunche per lo scarico delle merci. L'attività portuale ha portato allo sviluppo della città nel XIX secolo.
Recenti sviluppi hanno portato a chiudere la baia e alla costruzione di una diga che ha trasformato la baia in un bacino d'acqua dolce. Questo ha permesso l'espansione del quartiere degli affari, con zone residenziali, e la costruzione di un complesso di alberghi e casinò.
Dal 2008 le strade di Marina Bay sono teatro del Gran Premio di Singapore, appuntamento del calendario di Formula 1. Fu il primo gran premio svoltosi in notturna della storia della Formula 1. Si tratta di uno dei weekend più glamour di tutto il calendario.

## Situazione attuale
La zona della baia è sede di una parte importante delle attività economiche con la presenza di hotel di lusso, casinò, sale per teatri e concerti, il circuito di Formula 1, un centro di golf, oltre agli edifici del centro storico. L'intero sito è diventato emblematico di Singapore con il Merlion e le torri di Marina Bay Sands.

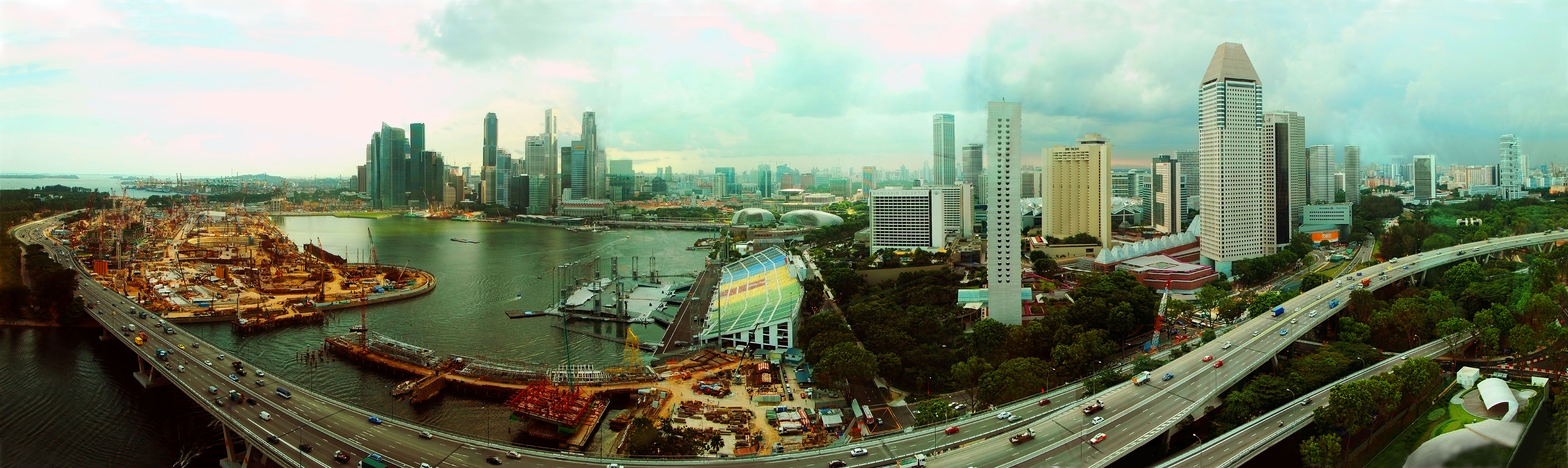
Vista panoramica di Marina Bay nel 2008, con, da sinistra a destra, Marina Bay Sands (allora in costruzione), il quartiere degli affari, il ponte dell'Esplanade, Esplanade Theatres on the Bay (sale di spettacolo), il quartiere degli alberghi, la piattaforma "The Float".